# 마시 (센마리팀주)

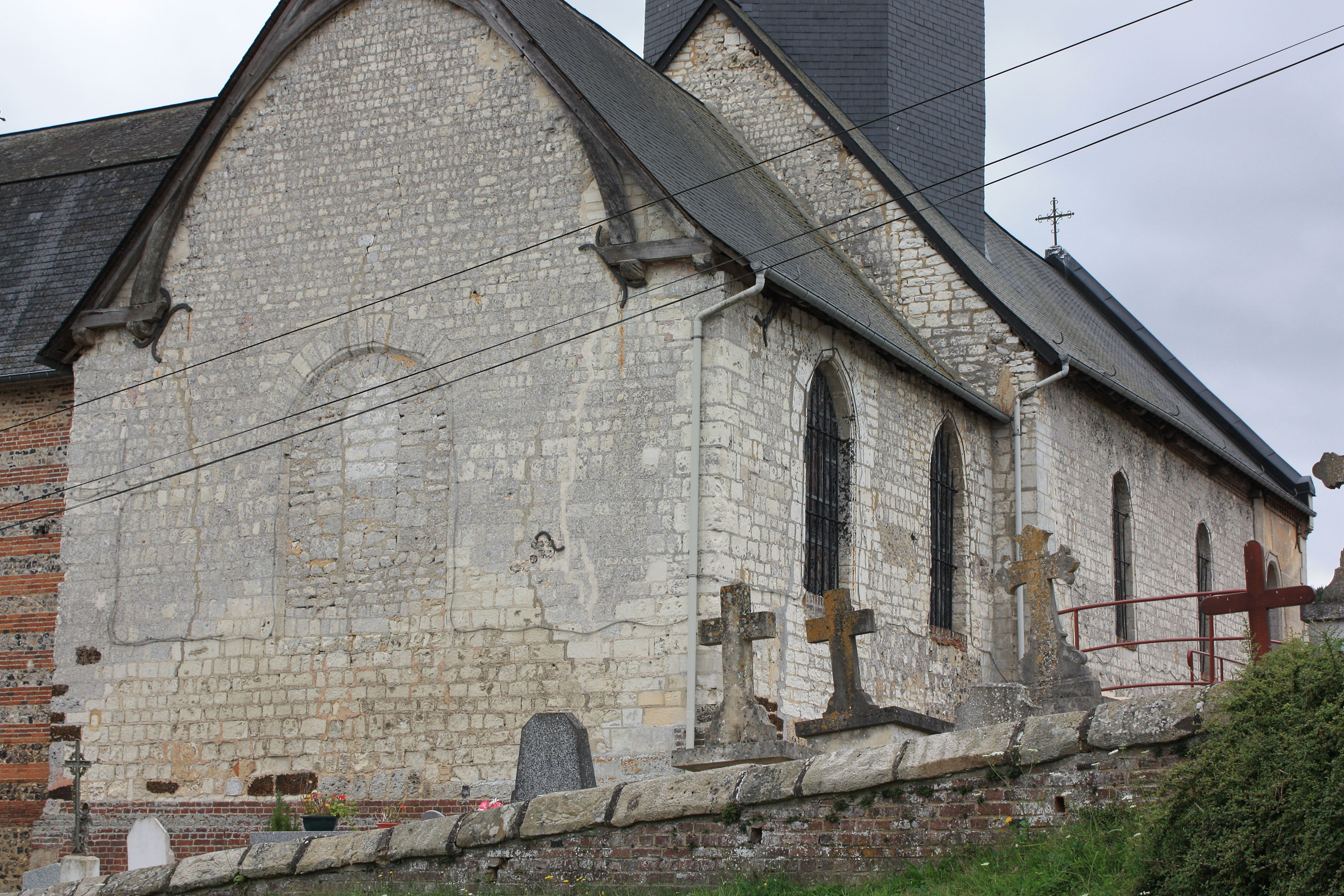

마시(프랑스어: Massy)는 프랑스 오트노르망디 센마리팀주에 위치한 도시로 면적은 11.24km2, 인구는 295명(2006년 기준), 인구 밀도는 26명/km2이다.